# Acizzia acaciaedecurrentis
Acizzia acaciaedecurrentis är en insektsart som först beskrevs av Walter Wilson Froggatt 1901.  Acizzia acaciaedecurrentis ingår i släktet Acizzia och familjen rundbladloppor. Inga underarter finns listade i Catalogue of Life.